# Tiamulin
Tiamulin ist ein antibiotisch wirksamer Arzneistoff aus der Gruppe der Pleuromutiline. Es ist in der Tiermedizin zugelassen zur Behandlung bestimmter Infektionskrankheiten bei Schweinen (Schweinedysenterie, porcine proliferative Enteritis, porcine Colon-Spirochaetose und enzootische Pneumonie) sowie zur Behandlung der Mykoplasmose des Geflügels bei Puten und Hühnern.

## Eigenschaften
Tiamulin ist eine halbsynthetisch hergestellte Substanz. Arzneilich wird sie als Tiamulinhydrogenfumarat mit der Fütterung bzw. dem Trinkwasser verabreicht. Bei Schweinen ist auch die intramuskuläre Gabe möglich, wobei die freie Base zur Anwendung kommt.
Tiamulin ist ein Antibiotikum aus der Gruppe der Pleuromutiline. Diese aus Pilzen (Clitopilus passeckerianus, „Katzenohrräsling“) stammende Gruppe von Naturstoffen wurde bereits in den 1950er Jahren entdeckt. Von der Leitsubstanz Pleuromutilin leiten sich außer Tiamulin auch das ebenfalls in der Tiermedizin verwendete Valnemulin ab sowie das in der Humanmedizin verwendete Lefamulin und Retapamulin.
Die Wirkung beruht auf einer Hemmung der bakteriellen Proteinsynthese, indem Tiamulin primär an der 50S-Untereinheit der Ribosomen bindet und möglicherweise zusätzlich an der Gelenkstelle der 50S- und 30S-Untereinheiten.

## Wirkspektrum
Tiamulin zeigt in-vitro ein relativ breites Wirkspektrum. Zu den empfindlichen Keimen gehören porcine und aviäre Mycoplasmen sowie gramnegative Anaerobier (Brachyspira hyodysenteriae, Brachyspira pilosicoli), gramnegative Aerobier (Actinobacillus pleuropneumoniae, Pasteurella multocida) und das obligat intrazellulär vorkommende Lawsonia intracellularis.

## Handelsnamen
Denagard (D), Karimulina (D), Stalimox (D), Tialin (D), Tyawalt (D), Ursomutin (D), Vetmulin (D)